# ماریا ساونکوف
ماریا ساونکوف (به انگلیسی: Maria Savenkov) ژیمناست زادهٔ ۲ اوت ۱۹۸۸ میلادی اهل کشور اسرائیل است.